# ورهیدا
ورهیدا (به مجاری:  Úrhida) یک شهرداری در مجارستان است که در ناحیه سکش‌فهروار واقع شده‌است. ورهیدا ۷٫۲۵ کیلومتر مربع مساحت و ۱٬۷۵۴ نفر جمعیت دارد.